# Świeradów Nadleśnictwo
Świeradów Nadleśnictwo – zlikwidowana ładownia publiczna, pierwotnie stacja towarowa na końcu trasy Kolei Gór Izerskich, położona w Świeradowie-Zdroju. Została ona otwarta 5 czerwca 1910 roku wraz z uruchomieniem linii kolejowej ze Świeradowa Zdroju.

## Położenie
Stacja Świeradów Nadleśnictwo położona była w południowo-wschodniej części miasta Świeradów-Zdrój, na wschód od drogi wojewódzkiej nr 358, w odległości około 3,5 km od ulicy Zdrojowej. Administracyjnie znajdowała się w województwie dolnośląskim, w powiecie lubańskim.
Stacja była zlokalizowana na wysokości 520 m n.p.m.

## Historia
Powstanie stacji wiązało się budową linii kolejowej późniejszej Kolei Gór Izerskich z Mirska do Świeradowa-Zdroju. Koncepcja budowy tej linii powstała w 1901 roku, lecz ostatecznie jej budowę rozpoczęto z inicjatywy prywatnej w marcu 1908 roku. W związku z pozyskiwaniem drewna z kompleksów leśnych rodu Schaffgotsch planowano wybudować tutaj główną bazę przeładunku drewna, stacja miała też posłużyć ruchowi pasażerskiemu, ale ze względu na jej towarowy charakter nie planowano budowy dworca kolejowego.
Linię do tej stacji otwarto 5 czerwca 1910 roku. Głównym kierunkiem pociągów pasażerskich do 1945 była roku stacja Mirsk, w której to pasażerowie przesiadywali się do państwowych pociągów. Większość z nich była skomunikowana z pociągami Kolei Gór Izerskich.
Po II wojnie światowej cała infrastruktura stacji Świeradów Nadleśnictwo przeszła w zarząd Polskich Kolei Państwowych. Wtedy też pociągi osobowe już nie dojeżdżały do tej stacji. Od 15 grudnia 1995 roku stacja była przeznaczona do likwidacji, a w 2013 roku zostały rozebrane tory kolejowe.

## Charakterystyka
Świeradów Nadleśnictwo był 5. posterunkiem ruchu na linii kolejowej nr 336 (10,829 km).
Dawny układ torowy to tor główny zasadniczy i 3 boczne, a na stacji znajdowały się pierwotnie dwa perony dla ruchu pasażerskiego (główny i wyspowy) i otwarta poczekalnia, specjalna rampa o długości 170 m oraz duży plac składowy do załadunku drewna.

## Połączenia
| Okres | Kierunek | Liczba połączeń | Źródło |
| ----- | -------- | --------------- | ------ |
| 1939  | Mirsk    | 3               | [ 11 ] |